# Vittoria Aleotti
Vittoria Aleotti (Ferrara, Itàlia, 1575 — després del 1620) fou una compositora i organista italiana, filla del prominent arquitecte Giovan Battista Aleotti, qui l'esmenta en el seu testament, escrit en 1631, i potser també germana menor de Raffaella Aleotti o potser la mateixa persona.

## Biografia
Escoltant les lliçons de música que la seva germana major rebia de l'ancià Alessandro Milleville i més tard d'Ercole Pasquini, va aprendre música tan ben que a l'edat de 6 anys va sorprendre la seva família per la seva facilitat per tocar el clavicordi.
Als 14 anys va ser enviada a estudiar al convent agustí de Sant Vito en Ferrara, un lloc reconegut pel seu nivell d'ensenyament musical. A partir d'aquell moment no es tenen notícies de Vittoria, mentre que Raffaella adquireix molta fama com a compositora i organista. És possible que el seu nom de baptisme fos Vittoria i Raffaella fos el nom que va adoptar en prendre els hàbits de monja. En 1636 Raffaella va ser nomenada Abadessa del convent, càrrec que va exercir fins al 1639. És esmentada en la guia de Guarini de la ciutat de Ferrara com algú molt versat en música, tot indicant les seves publicacions de motets i madrigals.
Aleotti (Vittoria) va arranjar madrigals de Giovanni Battista Guarini, que després van ser enviats pel seu pare al comte de Zaffo, qui els va publicar en la impremta de Vincenti de Venècia en 1593. Una altra col·lecció de motets (de Raffaella) va ser impresa per Amadino en 1593, tractant-se de la primera publicació que es conserva de música sacra composta per una dona.
A més de les seves composicions, Raffaella Aleotti va ser també organista del convent i mestra d'un conjunt d'instrumentistes i cantants que donaven concerts. Segons Ercole Bottrigari (un escriptor de l'època) es tractava d'un dels millors conjunts d'Itàlia.